# مارتین بنت (بازیکن فوتبال)
مارتین بنت (انگلیسی: Martyn Bennett؛ زادهٔ ۴ اوت ۱۹۶۱) بازیکن فوتبال اهل بریتانیا است.
از باشگاه‌هایی که در آن بازی کرده‌است می‌توان به باشگاه فوتبال وست برومویچ آلبیون و باشگاه فوتبال ووستر سیتی اشاره کرد.